# Xu Weizhu
Xu Weizhu (Sü Wej-ču, v čínském originále 徐伟珠, * 1964) je čínská bohemistka a překladatelka.

## Život
Pochází z jižní Číny a k češtině se dostala náhodně, kdy coby nadaná studentka získala možnost získat vzdělání v tehdejším Československu. Na Filozofické fakultě Univerzity Karlovy v Praze vystudovala roku 1990 obor Český jazyk a literatura. Její jméno zní v českém překladu „Perla moudrosti“ a Xu Weizhu pojmenování „Perla“ používá i v kontaktu se svými přáteli či v elektronické komunikaci. Je docentkou v oboru českého jazyka a literatury na Pekingské univerzitě cizích jazyků (Pekingská univerzita zahraničních studií). Roku 2007 vznikl v České republice Konfuciův institut, který je součástí Univerzitě Palackého v Olomouci. Xu institut vedla a organizace se například podílela na překladu a vydání publikace o řízení státu, již napsal čínský prezident Si Ťin-pching.
Ve své překladatelské činnosti se Xu Weizhu zaměřuje zejména na české romány ze druhé poloviny 20. století. V mateřské řeči tak umožnila Číňanům přečíst si díla Ivana Klímy (Poslední stupeň důvěrnosti), Zdeňka Svěráka (Povídky), Bohumila Hrabala (Ostře sledované vlaky, Taneční hodiny pro starší a pokročilé, Autíčko, Slavnosti sněženek) či Evy Kantůrkové (Po potopě). A právě Kantůrková spolu s psychiatrem Janem Cimickým dali českému prezidentovi Miloši Zemanovi, podle jeho vlastního vyjádření, podnět, aby Xu Weizhu vyznamenal státním oceněním. O úmyslu dekorovat Xu Weizhu prvně Zeman veřejně hovořil 25. září 2019  na recepci v pražském paláci Žofín konané u příležitosti sedmdesáti let od navázání diplomatických vztahů s Čínou. Český prezident udělení vyznamenání prezentoval jako akt na podporu přátelství mezi Českou republikou a Čínou. Dne 28. října 2019 tak ze Zemanových rukou Xu Weizhu obdržela Medaili za zásluhy I. stupně, jež jí byla udělena za její zásluhy o stát v oblasti výchovy. Než však Xu mohla ocenění převzít, musel jí to podle čínských pravidel schválit velvyslanec Číny v České republice Čang Tien-ming. Před udělením státního vyznamenání navíc Xu Weizhu dne 26. září 2019 obdržela stříbrnou medaili Jana Masaryka udělovanou za významný podíl na rozvoji mezinárodních vztahů mezi Českou republikou a Čínou.